# Hortia nudipetala
Hortia nudipetala là một loài thực vật có hoa trong họ Cửu lý hương. Loài này được Groppo mô tả khoa học đầu tiên năm 2005.